# Echium virescens
Echium virescens är en strävbladig växtart som beskrevs av Dc. Echium virescens ingår i släktet snokörter, och familjen strävbladiga växter. Utöver nominatformen finns också underarten E. v. angustissima.

## Bildgalleri

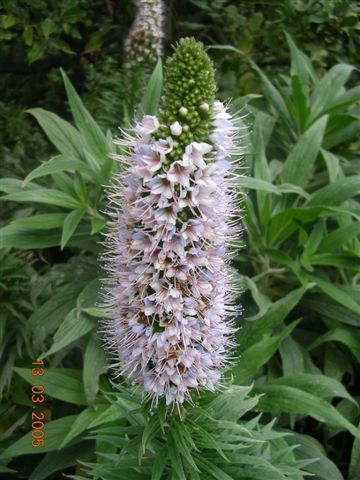
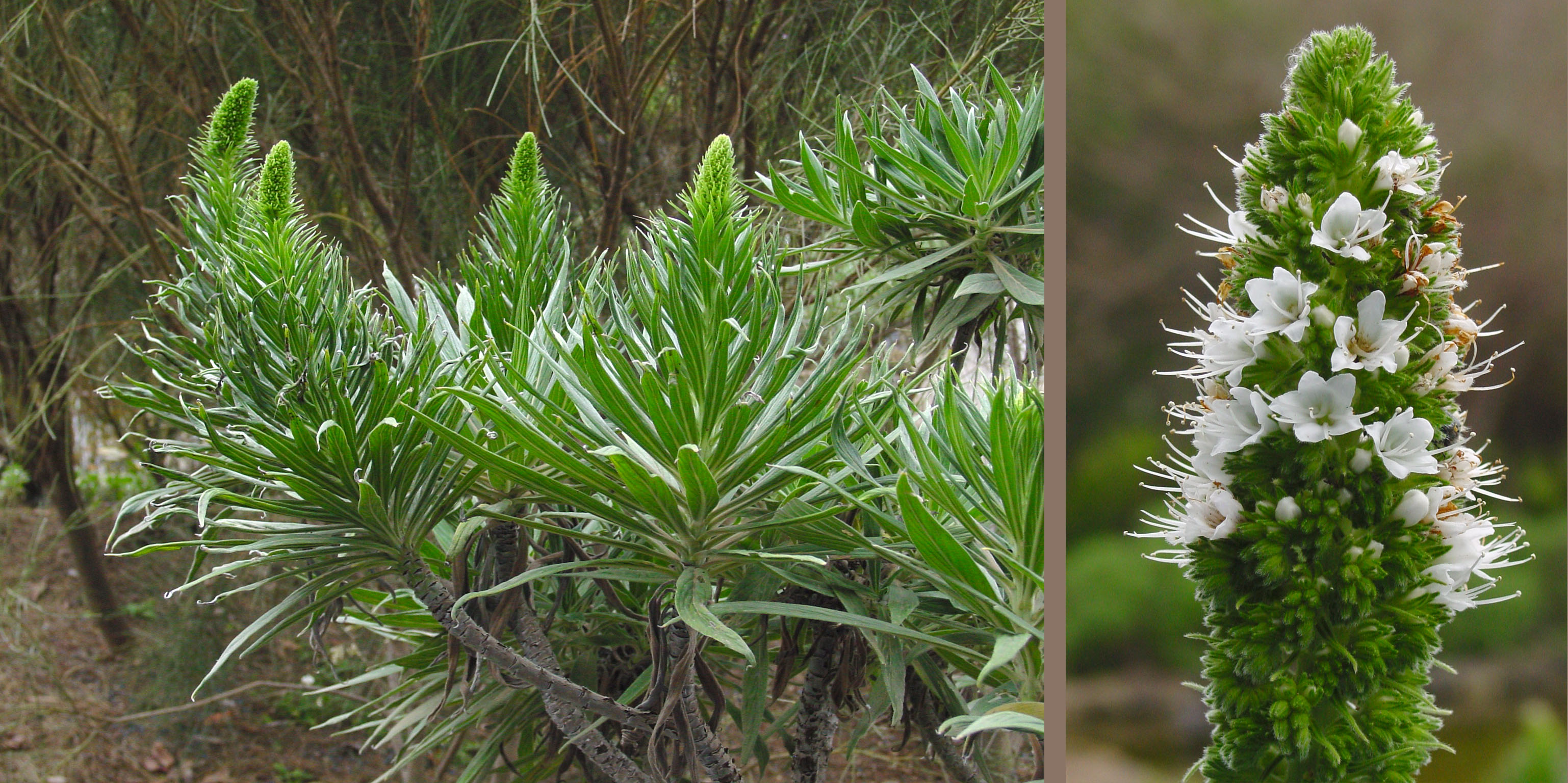
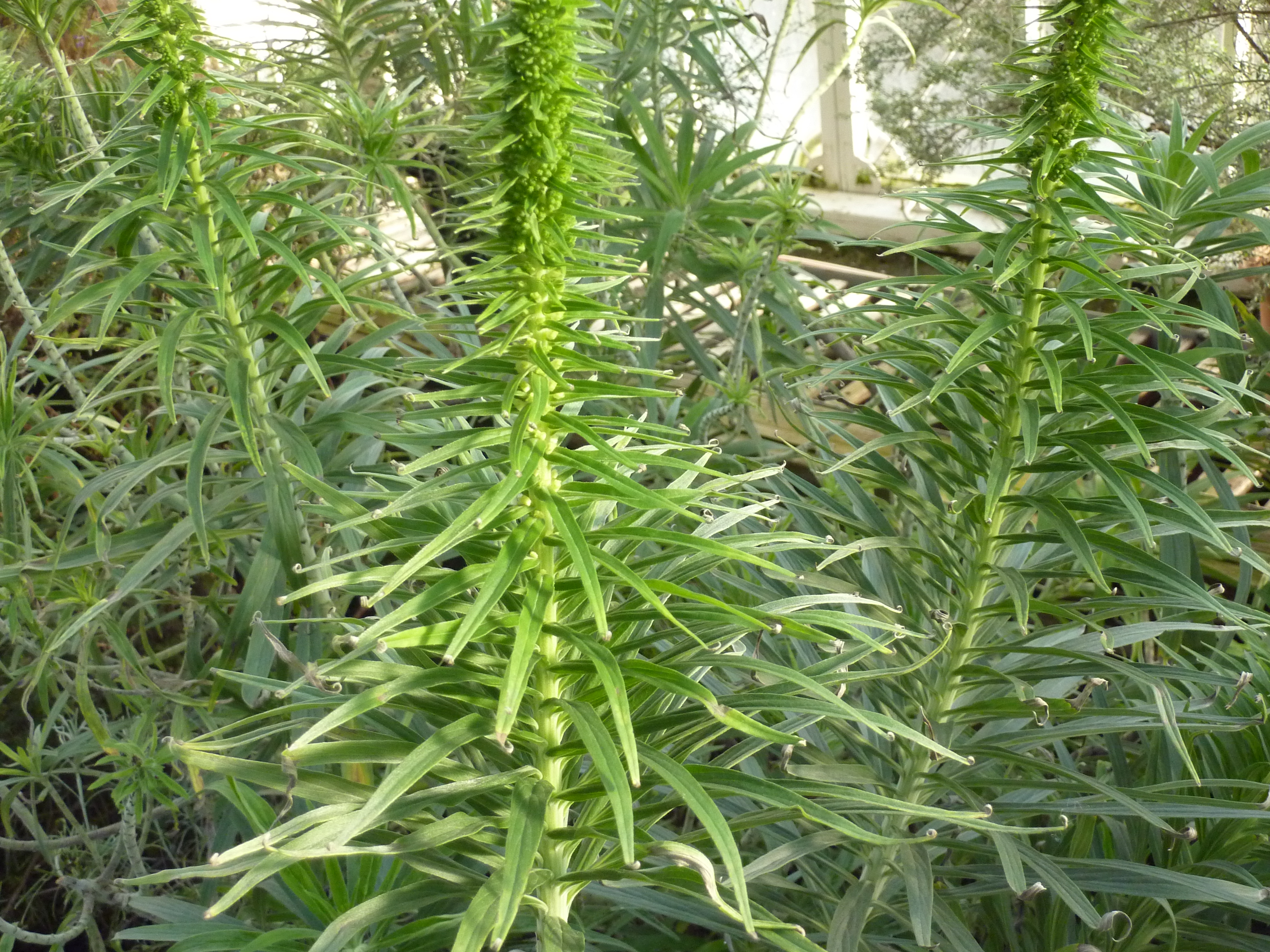